# Lucas Pepys
Sir Lucas Pepys 1er baronnet ( /ˈ p ɛ p ɪ s / ; 1742–1830) est un médecin anglais.

## Biographie
Fils de William Pepys, un banquier, et de sa femme Hannah, fille du Dr Richard Russell de Brighton, il est né à Londres le 26 mai 1742. Il fait ses études au collège d'Eton et à Christ Church, Oxford, d'où il obtient son BA le 9 mai 1764. Il étudie ensuite la médecine à Édimbourg, puis obtient son diplôme à Oxford, MA le 13 mai 1767, MB le 30 avril 1770 et MD le 14 juin 1774.
Avant d'obtenir son diplôme de MB, Pepys obtient une licence d'exercice de l'université d'Oxford, s'installe dans une maison à Londres et, le 10 février 1769, est élu médecin du Middlesex Hospital et occupe ses fonctions pendant sept ans. L'été, il pratique à Brighton. Il est élu membre du Royal College of Physicians le 30 septembre 1775, est censeur en 1777, 1782, 1786 et 1796, trésorier de 1788 à 1798 et président de 1804 à 1810. En 1777, il est nommé médecin extraordinaire du roi et en 1792 médecin ordinaire. Il est créé baronnet le 22 janvier 1784. Pepys est élu membre de la Royal Society en 1780.
Pepys assiste George III dans son trouble mental de 1788–89 et dans celui de 1804. Il est interrogé au sujet de la santé du roi par un comité de la Chambre des communes le 7 janvier 1789. Il pense alors qu'il est probable que le roi se remette à temps et déclare qu'il a observé des signes d'amélioration. Il se rend deux jours par semaine au palais de Kew, où se trouve le roi, de quatre heures de l'après-midi à onze heures du matin, ayant souvent des consultations soit avec Sir George Baker, soit avec le Dr Richard Warren.
En 1794, Pepys est nommé médecin général de l'armée et président d'une commission médicale de l'armée, au sein de laquelle il est chargé de nommer tous les médecins de l'armée. Lorsque tant de soldats tombent malades de la fièvre à Walcheren, il reçoit l'ordre de s'y rendre et de rendre un rapport. En conséquence, le conseil est aboli; mais Pepys obtient une pension.
Pepys a une grande pratique, et après la découverte d'Edward Jenner, il est un partisan actif de la National Vaccine Institution. Sa maison est à Park Street, Grosvenor Square, et il y meurt le 17 juin 1830.
Il est décrit comme un homme « d'une grande fermeté et détermination, mais quelque peu autoritaire dans sa manière. »
Le seul travail publié de Pepys est la préface latine de la Pharmacopée de Londres de 1809.

## Famille
Pepys épouse, le 30 octobre 1772, Jane Elizabeth Leslie, 12e comtesse de Rothes à part entière, et veuve de George Evelyn de St Clere, Kent, et ils ont deux fils, Charles et Henry, et une fille, Harriet, qui épouse William Courtenay. Il se remarie, le 29 juin 1813, à Deborah, fille du Dr Anthony Askew et de sa seconde épouse Elizabeth Holford, qui lui survit. Chacun de ses fils, qui prennent le patronyme de leur mère, lui succèdent à leur tour comme baronnet.
Comme son mari, Lady Rothes est un personnage fort et déterminé, qui mène une longue bataille juridique contre son oncle Andrew Leslie pour faire valoir son droit de succéder à son frère, le 11e comte, en tant que comtesse suo jure.